# Zuid-Duits voetbalkampioenschap 1923/24
In 1923/24 werd het 24ste voetbalkampioenschap gespeeld dat georganiseerd werd door de Zuid-Duitse voetbalbond. 1. FC Nürnberg werd kampioen en plaatste zich voor de eindronde om de Duitse landstitel. De club versloeg BTuFC Alemannia 1890 en Duisburger SpV. In de finale stond de club opnieuw tegenover Hamburger SV, deze keer won Nürnberg met 2-0 en werd landskampioen.

## Eindronde
| Plaats | Club                     | Wed. | W | G | V | Saldo | Ptn  |
| ------ | ------------------------ | ---- | - | - | - | ----- | ---- |
| 1.     | 1. FC Nürnberg           | 10   | 7 | 2 | 1 | 24:5  | 16:4 |
| 2.     | SpVgg Fürth              | 10   | 6 | 2 | 2 | 24:14 | 14:6 |
| 3.     | Stuttgarter Kickers      | 10   | 6 | 0 | 4 | 19:17 | 12:8 |
| 4.     | SpTV 1877 Waldhof        | 10   | 5 | 1 | 4 | 18:15 | 11:9 |
| 5.     | FSV Frankfurt            | 10   | 2 | 1 | 7 | 14:25 | 5:15 |
| 6.     | VfB Borussia Neunkirchen | 10   | 0 | 2 | 8 | 6:29  | 2:18 |

|  | Kampioen, geplaatst voor nationale eindronde |